# Hypocosmia
Hypocosmia is een geslacht van vlinders van de familie snuitmotten (Pyralidae), uit de onderfamilie Chrysauginae.

## Soorten
- H. bimaculalis Dyar, 1915
- H. daulisalis Druce, 1895
- H. floralis Stoll, 1782
- H. furvilimacealis Hampson, 1916
- H. lineosa Druce, 1902
- H. pyrochroma Jones, 1912
- H. rectilinealis Dyar, 1915